# Joseph Latour
Pour les articles homonymes, voir Latour.
 (décembre 2019).
Si vous disposez d'ouvrages ou d'articles de référence ou si vous connaissez des sites web de qualité traitant du thème abordé ici, merci de compléter l'article en donnant les références utiles à sa vérifiabilité et en les liant à la section « Notes et références ».
Joseph Latour, né le 1er novembre 1765 à Bordeaux et mort le 1er septembre 1833 à Paris, est un général français de la Révolution et de l’Empire. 

## Biographie
Soldat dans le régiment de Languedoc-Infanterie du 13 avril 1784 au 4 septembre 1790, il est élu le 8 septembre 1791 lieutenant au 3e bataillon de volontaires de la Gironde (65e, puis 68e demi-brigade, cette dernière réunie au 56e régiment de ligne).
Employé en 1792 et 1793 à l'armée du Rhin, il y reçoit un coup de feu dans la poitrine le 21 mai de la dernière de ces années, et il obtient le brevet de capitaine le 8 germinal an II.
De l'an VI à la paix de Lunéville, il est en Italie : dans cet intervalle, le général en chef Moreau résolut, le 27 floréal an VII, d'attaquer l'ennemi entre Alexandrie et Tortone, et le bataillon de la 68e, dans lequel sert Latour, reçoit l'ordre d'éclairer la route de Novi ; mais, les troupes françaises, accablées par des forces trop supérieures, ayant été obligées de repasser la Bormida, ce bataillon se trouve coupé et séparé de l'armée.
Assailli par les Russes, il ne lui reste qu'à mettre bas les armes ou à se jeter dans l'Orba. Latour conseil vivement ce parti, cherche un gué, et tout le bataillon se risque dans la rivière, dont le cours torrentueux et rapide ne pouvait être traversé sans danger ; sur 1 100 hommes, 80 furent entraînés et périrent dans les flots. Dans cette circonstance, 30 officiers ou soldats durent la vie à Latour : à chaque instant, malgré sa fatigue, il arrache de nouvelles victimes à la mort, et lui-même manque de périr ; un grenadier, qu'il s'efforce de ramener sur la rive, s'est attaché à lui et le serre avec tant de violence, qu'il lui devient impossible de nager ; épuisé, il va subir le sort de celui qu'il veut sauver, lorsqu'un caporal de sa compagnie, nommé Leguerry, se met à la nage et le pousse sur la rive.
En récompense, Latour reçut un sabre d'honneur le 19 ventôse an XI, et il est compris comme officier de la Légion d'honneur, dans la promotion du 20 prairial an XII.
Chef de bataillon le 1er décembre 1805, colonel le 3 septembre 1806 du 19e régiment d'infanterie de ligne puis le 30 octobre 1810 du 23e régiment d'infanterie, il fait la campagne d'Espagne et reçoit, le 4 août 1813, le grade de général de brigade. 
Chevalier de Saint-Louis au mois de mai 1814, il est appelé au retour de l'île d'Elbe par l'Empereur au commandement supérieur de Maubeuge. Au lendemain de Waterloo, il défend la place contre l'armée prussienne lors du siège de juin-juillet 1815 : c'est une des dernières places françaises à se rendre à la Septième Coalition après l'abdication de Napoléon.
Admis à la retraite le 6 novembre suivant, il meurt à Paris le 1er novembre 1833. Il est inhumé au cimetière du Père-Lachaise (14e division).

## État de service
- 13 avril 1784 : S'engage dans le régiment de Languedoc-infanterie
- 4 septembre 1791 : Démissionne
- 8 septembre 1791 : Élu lieutenant au 3e bataillon de Gironde
- 28 mars 1794 : promu capitaine à la 68e demi-brigade de bataille
- 1er décembre 1806 : promu Chef de bataillon au 56e régiment d'infanterie de ligne
- 3 septembre 1806 : Colonel du 19e régiment d'infanterie de ligne
- 30 octobre 1810 : Colonel du 23e régiment d'infanterie
- 4 août 1813 : General de Brigade
- 6 novembre 1815 : Admis à la retraite

## Décorations et distinctions
- 10 mars 1803 : reçoit un Sabre d'Honneur
- 15 juin 1804 : Fait officier de la Legion d'Honneur
- 24 janvier 1814 : Baron d'Empire
- mai 1814 : Fait chevalier de Saint-Louis